# 牛头山镇
牛头山镇，是中华人民共和国安徽省池州市贵池区下辖的一个镇。

## 行政区划
牛头山镇下辖以下地区：
长丰社区、木闸社区、姥山社区、牛头山村、宝赛村、观山村、长林村、万子村、杨店村、惠民村、万生村和前江村。